# Joe Rodon
Joseph Peter Rodon, detto Joe (Swansea, 22 ottobre 1997) è un calciatore gallese, difensore del Leeds Utd e della nazionale gallese.

## Caratteristiche tecniche
Difensore centrale molto fisico, abile nel controllo palla e nell'intercettare i palloni avversari, per le sue caratteristiche è stato paragonato a John Stones. Si distingue anche per la sua bravura nei passaggi che gli consente di costruire l'azione dal basso e di effettuare passaggi filtranti.

## Carriera

### Club
Cresciuto nel settore giovanile dello Swansea City, dopo avere giocato alcune partite con la formazione under-21 del club, Il 30 gennaio 2018 viene ceduto in prestito fino al termine della stagione al Cheltenham Town. Rientrato allo Swansea, nel frattempo retrocesso in Championship, viene promosso in prima squadra, arrivando anche a giocare come titolare dei cigni, seppur senza essere fisso tra gli 11 iniziali.
Il 16 ottobre 2020 viene acquistato dal Tottenham.
Il 1º agosto 2022, dopo avere trovato poco spazio in due anni agli Spurs, viene ceduto in prestito ai francesi del Rennes.
Il 10 agosto 2023 viene ceduto in prestito al Leeds Utd. Il 2 luglio successivo, dopo aver giocato 50 partite in stagione, viene riscattato dalla squadra gialloblù firmando un contratto fino al 30 giugno 2028.

### Nazionale
Ha esordito con la nazionale under-21 gallese il 6 settembre 2016, in occasione della partita pareggiata contro il Lussemburgo, valida per le qualificazioni all'Europeo 2017, giocando da titolare l'intero match.
Nell'ottobre 2018 riceve la sua prima convocazione in nazionale maggiore, ma senza debuttare. L'esordio arriva il 6 settembre 2019, giorno in cui parte titolare nel successo per 2-1 contro l'Azerbaigian. Dopo quella partita si afferma come titolare dei dragoni, venendo convocato per Euro 2020.
Il 6 giugno 2025 segna la sua prima rete in nazionale, nella vittoria per 3-0 contro il Liechtenstein.

## Statistiche

### Presenze e reti nei club
Statistiche aggiornate al 2 luglio 2024.
| Stagione          | Squadra          | Campionato       | Campionato | Campionato | Coppe nazionali | Coppe nazionali | Coppe nazionali | Coppe continentali | Coppe continentali | Coppe continentali | Altre coppe | Altre coppe | Altre coppe | Totale | Totale |
| Stagione          | Squadra          | Comp             | Pres       | Reti       | Comp            | Pres            | Reti            | Comp               | Pres               | Reti               | Comp        | Pres        | Reti        | Pres   | Reti   |
| ----------------- | ---------------- | ---------------- | ---------- | ---------- | --------------- | --------------- | --------------- | ------------------ | ------------------ | ------------------ | ----------- | ----------- | ----------- | ------ | ------ |
| gen.-giu. 2018    | Cheltenham Town  | FL2              | 12         | 0          | FACup+CdL       | -               | -               | -                  | -                  | -                  | FLT         | -           | -           | 12     | 0      |
| 2018-2019         | Swansea City     | FLC              | 27         | 0          | FACup+CdL       | 1+0             | 0               | -                  | -                  | -                  | -           | -           | -           | 28     | 0      |
| 2019-2020         | Swansea City     | FLC              | 21         | 0          | FACup+CdL       | 0+0             | 0+0             | -                  | -                  | -                  | -           | -           | -           | 21     | 0      |
| ago.-ott.2020     | Swansea City     | FLC              | 4          | 0          | FACup+CdL       | 0+1             | 0+0             | -                  | -                  | -                  | -           | -           | -           | 5      | 0      |
| Totale Swansea    | Totale Swansea   | Totale Swansea   | 52         | 0          |                 | 2               | 0               |                    | -                  | -                  |             | -           | -           | 54     | 0      |
| ott.2020-giu.2021 | Tottenham        | PL               | 12         | 0          | FACup+CdL       | 2+0             | 0+0             | UEL                | 0                  | 0                  | -           | -           | -           | 14     | 0      |
| 2021-2022         | Tottenham        | PL               | 3          | 0          | FACup+CdL       | 2+1             | 0+0             | UECL               | 4                  | 0                  | -           | -           | -           | 10     | 0      |
| Totale Tottenham  | Totale Tottenham | Totale Tottenham | 15         | 0          |                 | 5               | 0               |                    | 4                  | 0                  |             | -           | -           | 24     | 0      |
| 2022-2023         | Rennes           | L1               | 16         | 1          | CF              | 1               | 0               | UEL                | 5                  | 0                  | -           | -           | -           | 22     | 1      |
| 2023-2024         | Leeds Utd        | FLC              | 43+3       | 0          | FACup+CdL       | 4+0             | 0+0             | -                  | -                  | -                  | -           | -           | -           | 50     | 0      |
| Totale carriera   | Totale carriera  | Totale carriera  | 141        | 1          |                 | 12              | 0               |                    | 9                  | 0                  |             | -           | -           | 162    | 1      |

### Cronologia presenze e reti in nazionale
| Cronologia completa delle presenze e delle reti in nazionale ― Galles | Cronologia completa delle presenze e delle reti in nazionale ― Galles | Cronologia completa delle presenze e delle reti in nazionale ― Galles | Cronologia completa delle presenze e delle reti in nazionale ― Galles | Cronologia completa delle presenze e delle reti in nazionale ― Galles | Cronologia completa delle presenze e delle reti in nazionale ― Galles | Cronologia completa delle presenze e delle reti in nazionale ― Galles | Cronologia completa delle presenze e delle reti in nazionale ― Galles |
| Data                                                                  | Città                                                                 | In casa                                                               | Risultato                                                             | Ospiti                                                                | Competizione                                                          | Reti                                                                  | Note                                                                  |
| --------------------------------------------------------------------- | --------------------------------------------------------------------- | --------------------------------------------------------------------- | --------------------------------------------------------------------- | --------------------------------------------------------------------- | --------------------------------------------------------------------- | --------------------------------------------------------------------- | --------------------------------------------------------------------- |
| 6-9-2019                                                              | Cardiff                                                               | Galles                                                                | 2 – 1                                                                 | Azerbaigian                                                           | Qual. Euro 2020                                                       | -                                                                     |                                                                       |
| 9-9-2019                                                              | Cardiff                                                               | Galles                                                                | 1 – 0                                                                 | Bielorussia                                                           | Amichevole                                                            | -                                                                     |                                                                       |
| 10-10-2019                                                            | Trnava                                                                | Slovacchia                                                            | 1 – 1                                                                 | Galles                                                                | Qual. Euro 2020                                                       | -                                                                     |                                                                       |
| 13-10-2019                                                            | Cardiff                                                               | Galles                                                                | 1 – 1                                                                 | Croazia                                                               | Qual. Euro 2020                                                       | -                                                                     |                                                                       |
| 8-10-2020                                                             | Londra                                                                | Inghilterra                                                           | 3 – 0                                                                 | Galles                                                                | Amichevole                                                            | -                                                                     | 46’                                                                   |
| 11-10-2020                                                            | Dublino                                                               | Irlanda                                                               | 0 – 0                                                                 | Galles                                                                | UEFA Nations League 2020-2021 - 1º turno                              | -                                                                     |                                                                       |
| 14-10-2020                                                            | Sofia                                                                 | Bulgaria                                                              | 0 – 1                                                                 | Galles                                                                | UEFA Nations League 2020-2021 - 1º turno                              | -                                                                     |                                                                       |
| 12-11-2020                                                            | Swansea                                                               | Galles                                                                | 0 – 0                                                                 | Stati Uniti                                                           | Amichevole                                                            | -                                                                     | 69’                                                                   |
| 15-11-2020                                                            | Cardiff                                                               | Galles                                                                | 1 – 0                                                                 | Irlanda                                                               | UEFA Nations League 2020-2021 - 1º turno                              | -                                                                     |                                                                       |
| 18-11-2020                                                            | Cardiff                                                               | Galles                                                                | 3 – 1                                                                 | Finlandia                                                             | UEFA Nations League 2020-2021 - 1º turno                              | -                                                                     |                                                                       |
| 24-3-2021                                                             | Lovanio                                                               | Belgio                                                                | 3 – 1                                                                 | Galles                                                                | Qual. Mondiali 2022                                                   | -                                                                     |                                                                       |
| 30-3-2021                                                             | Cardiff                                                               | Galles                                                                | 1 – 0                                                                 | Rep. Ceca                                                             | Qual. Mondiali 2022                                                   | -                                                                     |                                                                       |
| 2-6-2021                                                              | Nizza                                                                 | Francia                                                               | 3 – 0                                                                 | Galles                                                                | Amichevole                                                            | -                                                                     | 46’                                                                   |
| 5-6-2021                                                              | Cardiff                                                               | Galles                                                                | 0 – 0                                                                 | Albania                                                               | Amichevole                                                            | -                                                                     | 61’                                                                   |
| 12-6-2021                                                             | Baku                                                                  | Galles                                                                | 1 – 1                                                                 | Svizzera                                                              | Euro 2020 - 1º turno                                                  | -                                                                     |                                                                       |
| 16-6-2021                                                             | Baku                                                                  | Turchia                                                               | 0 – 2                                                                 | Galles                                                                | Euro 2020 - 1º turno                                                  | -                                                                     |                                                                       |
| 20-6-2021                                                             | Roma                                                                  | Italia                                                                | 1 – 0                                                                 | Galles                                                                | Euro 2020 - 1º turno                                                  | -                                                                     |                                                                       |
| 26-6-2021                                                             | Amsterdam                                                             | Galles                                                                | 0 – 4                                                                 | Danimarca                                                             | Euro 2020 - Ottavi di finale                                          | -                                                                     | 26’                                                                   |
| 8-10-2021                                                             | Praga                                                                 | Rep. Ceca                                                             | 2 – 2                                                                 | Galles                                                                | Qual. Mondiali 2022                                                   | -                                                                     |                                                                       |
| 11-10-2021                                                            | Tallinn                                                               | Estonia                                                               | 0 – 1                                                                 | Galles                                                                | Qual. Mondiali 2022                                                   | -                                                                     |                                                                       |
| 13-11-2021                                                            | Cardiff                                                               | Galles                                                                | 5 – 1                                                                 | Bielorussia                                                           | Qual. Mondiali 2022                                                   | -                                                                     |                                                                       |
| 16-11-2021                                                            | Cardiff                                                               | Galles                                                                | 1 – 1                                                                 | Belgio                                                                | Qual. Mondiali 2022                                                   | -                                                                     |                                                                       |
| 24-3-2022                                                             | Cardiff                                                               | Galles                                                                | 2 – 1                                                                 | Austria                                                               | Qual. Mondiali 2022                                                   | -                                                                     |                                                                       |
| 29-3-2022                                                             | Cardiff                                                               | Galles                                                                | 1 – 1                                                                 | Rep. Ceca                                                             | Amichevole                                                            | -                                                                     | 61’                                                                   |
| 5-6-2022                                                              | Cardiff                                                               | Galles                                                                | 1 – 0                                                                 | Ucraina                                                               | Qual. Mondiali 2022                                                   | -                                                                     |                                                                       |
| 8-6-2022                                                              | Cardiff                                                               | Galles                                                                | 1 – 2                                                                 | Paesi Bassi                                                           | UEFA Nations League 2022-2023 - 1º turno                              | -                                                                     |                                                                       |
| 11-6-2022                                                             | Cardiff                                                               | Galles                                                                | 1 – 1                                                                 | Belgio                                                                | UEFA Nations League 2022-2023 - 1º turno                              | -                                                                     | 55’                                                                   |
| 14-6-2022                                                             | Rotterdam                                                             | Paesi Bassi                                                           | 3 – 2                                                                 | Galles                                                                | UEFA Nations League 2022-2023 - 1º turno                              | -                                                                     | 67’                                                                   |
| 22-9-2022                                                             | Bruxelles                                                             | Belgio                                                                | 2 – 1                                                                 | Galles                                                                | UEFA Nations League 2022-2023 - 1º turno                              | -                                                                     |                                                                       |
| 25-9-2022                                                             | Cardiff                                                               | Galles                                                                | 0 – 1                                                                 | Polonia                                                               | UEFA Nations League 2022-2023 - 1º turno                              | -                                                                     |                                                                       |
| 21-11-2022                                                            | Al Rayyan                                                             | Stati Uniti                                                           | 1 – 1                                                                 | Galles                                                                | Mondiali 2022 - 1º turno                                              | -                                                                     |                                                                       |
| 25-11-2022                                                            | Al Rayyan                                                             | Galles                                                                | 0 – 2                                                                 | Iran                                                                  | Mondiali 2022 - 1º turno                                              | -                                                                     | 45+3’                                                                 |
| 29-11-2022                                                            | Al Rayyan                                                             | Galles                                                                | 0 – 3                                                                 | Inghilterra                                                           | Mondiali 2022 - 1º turno                                              | -                                                                     |                                                                       |
| 25-3-2023                                                             | Spalato                                                               | Croazia                                                               | 1 – 1                                                                 | Galles                                                                | Qual. Euro 2024                                                       | -                                                                     |                                                                       |
| 28-3-2023                                                             | Cardiff                                                               | Galles                                                                | 1 – 0                                                                 | Lettonia                                                              | Qual. Euro 2024                                                       | -                                                                     |                                                                       |
| 16-6-2023                                                             | Cardiff                                                               | Galles                                                                | 2 – 4                                                                 | Armenia                                                               | Qual. Euro 2024                                                       | -                                                                     | 68’                                                                   |
| 19-6-2023                                                             | Samsun                                                                | Turchia                                                               | 2 – 0                                                                 | Galles                                                                | Qual. Euro 2024                                                       | -                                                                     |                                                                       |
| 7-9-2023                                                              | Cardiff                                                               | Galles                                                                | 0 – 0                                                                 | Corea del Sud                                                         | Amichevole                                                            | -                                                                     |                                                                       |
| 11-9-2023                                                             | Riga                                                                  | Lettonia                                                              | 0 – 2                                                                 | Galles                                                                | Qual. Euro 2024                                                       | -                                                                     |                                                                       |
| 15-10-2023                                                            | Cardiff                                                               | Galles                                                                | 2 – 1                                                                 | Croazia                                                               | Qual. Euro 2024                                                       | -                                                                     |                                                                       |
| 18-11-2023                                                            | Erevan                                                                | Armenia                                                               | 1 – 1                                                                 | Galles                                                                | Qual. Euro 2024                                                       | -                                                                     |                                                                       |
| 21-11-2023                                                            | Cardiff                                                               | Galles                                                                | 1 – 1                                                                 | Turchia                                                               | Qual. Euro 2024                                                       | -                                                                     |                                                                       |
| 21-3-2024                                                             | Cardiff                                                               | Galles                                                                | 4 – 1                                                                 | Finlandia                                                             | Qual. Euro 2024                                                       | -                                                                     |                                                                       |
| 26-3-2024                                                             | Cardiff                                                               | Galles                                                                | 0 – 0 dts (4 – 5 dtr)                                                 | Polonia                                                               | Qual. Euro 2024                                                       | -                                                                     |                                                                       |
| 6-9-2024                                                              | Cardiff                                                               | Galles                                                                | 0 – 0                                                                 | Turchia                                                               | UEFA Nations League 2024-2025 - 1º turno                              | -                                                                     |                                                                       |
| 9-9-2024                                                              | Nikšić                                                                | Montenegro                                                            | 1 – 2                                                                 | Galles                                                                | UEFA Nations League 2024-2025 - 1º turno                              | -                                                                     |                                                                       |
| 11-10-2024                                                            | Reykjavík                                                             | Islanda                                                               | 2 – 2                                                                 | Galles                                                                | UEFA Nations League 2024-2025 - 1º turno                              | -                                                                     |                                                                       |
| 14-10-2024                                                            | Cardiff                                                               | Galles                                                                | 1 – 0                                                                 | Montenegro                                                            | UEFA Nations League 2024-2025 - 1º turno                              | -                                                                     |                                                                       |
| 16-11-2024                                                            | Kayseri                                                               | Turchia                                                               | 0 – 0                                                                 | Galles                                                                | UEFA Nations League 2024-2025 - 1º turno                              | -                                                                     | 17’                                                                   |
| 19-11-2024                                                            | Cardiff                                                               | Galles                                                                | 4 – 1                                                                 | Islanda                                                               | UEFA Nations League 2024-2025 - 1º turno                              | -                                                                     |                                                                       |
| 22-3-2025                                                             | Cardiff                                                               | Galles                                                                | 3 – 1                                                                 | Kazakistan                                                            | Qual. Mondiali 2026                                                   | -                                                                     |                                                                       |
| 25-3-2025                                                             | Skopje                                                                | Macedonia del Nord                                                    | 1 – 1                                                                 | Galles                                                                | Qual. Mondiali 2026                                                   | -                                                                     | 80’                                                                   |
| 6-6-2025                                                              | Cardiff                                                               | Galles                                                                | 3 – 0                                                                 | Liechtenstein                                                         | Qual. Mondiali 2026                                                   | 1                                                                     |                                                                       |
| 9-6-2025                                                              | Bruxelles                                                             | Belgio                                                                | 4 – 3                                                                 | Galles                                                                | Qual. Mondiali 2026                                                   | -                                                                     |                                                                       |
| Totale                                                                |                                                                       | Presenze                                                              | 54                                                                    |                                                                       | Reti                                                                  | 1                                                                     |                                                                       |

## Palmarès
- Campionato inglese di seconda divisione: 1

Leeds Utd: 2024-2025